# Wang Chi-lin

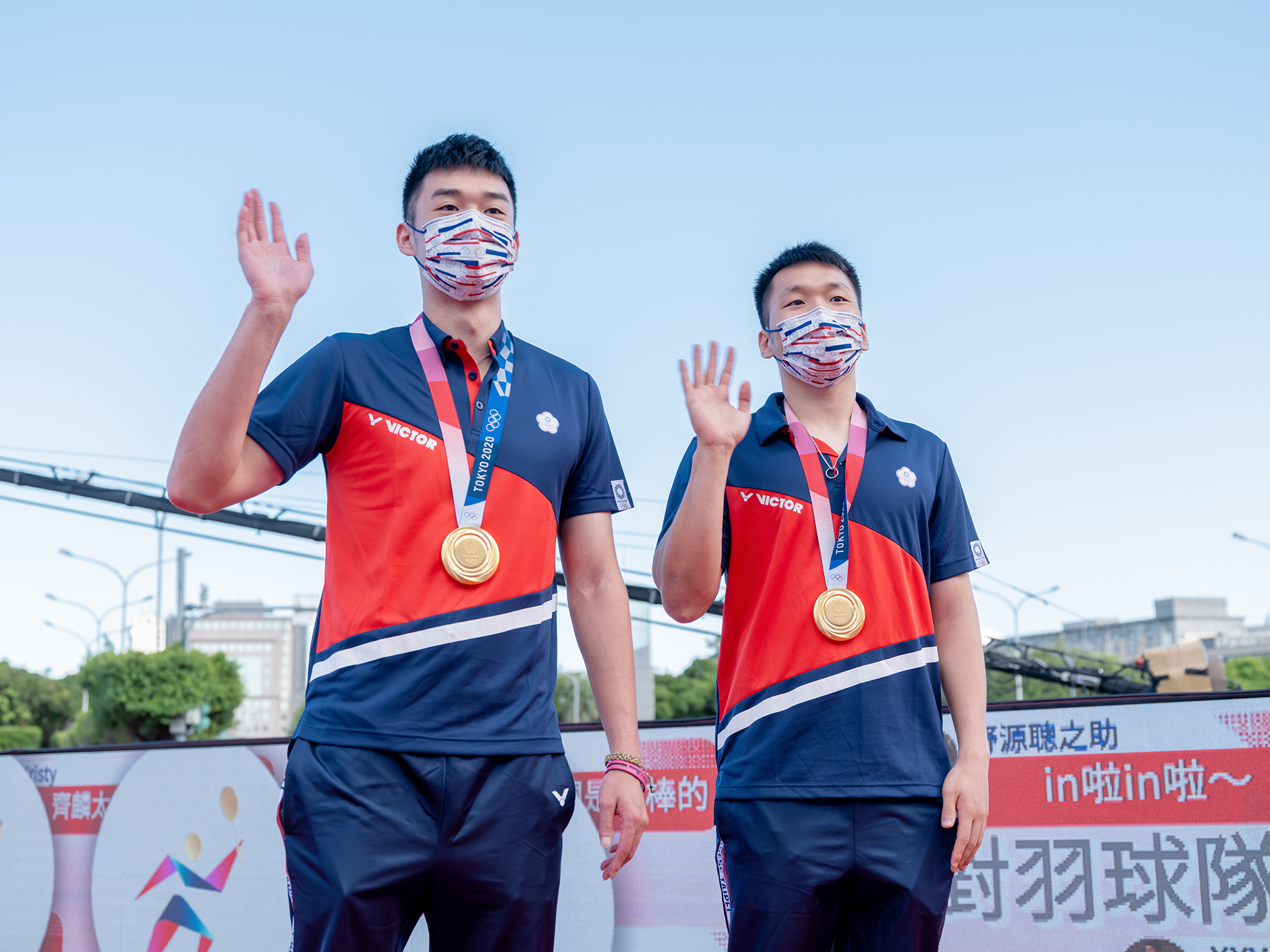
Wang Chi-Lin (links, 2021)

Wang Chi-lin (chinesisch 王齊麟; * 18. Januar 1995 in Taipeh) ist ein taiwanischer Badmintonspieler. Er ist zweifacher Goldmedaillengewinner bei Olympischen Spielen im Doppel.

## Karriere
Wang Chi-Lin startete 2011 und 2012 bei den Badminton-Juniorenweltmeisterschaften und 2012 ebenfalls bei den Junioren-Badmintonasienmeisterschaft. 2013 siegte er bei den Polish International, den Czech International, den Maldives International und den Singapur International. 2021 qualifizierte er sich für die Olympischen Sommerspiele in Tokio und gewann Gold im Herrendoppel. Mit seinem Doppelpartner Lee Yang gewann Wang Chi-li auch bei den Olympischen Spielen 2024 in Paris die Goldmedaille im Herrendoppel. Im Finale besiegten sie das chinesische Doppel Liang Weikeng und Wang Chang mit 2:1 nach Sätzen. Nachdem das taiwanesische Doppel den ersten Satz mit 21-17 für sich hatte entscheiden können, verloren sie den zweiten Satz mit 18-21. Das taiwanesische Doppel Wang und Lin konnte sich dann in einem spannenden dritten Satz mit 21-19 durchsetzen.
Wang Chi-lin und Lee Yang sind damit das einzige Doppelpaar in der Geschichte des Sports, das gemeinsam zwei olympische Goldmedaillen gewonnen hat. Nur dem Chinesen Fu Haifeng gelang dies mit unterschiedlichen Partnern.